# Rupanco (comuna)
Rupanco fue una comuna del sur de Chile que integró el antiguo departamento de Llanquihue, en la provincia de Llanquihue. Existió entre 1926 y 1928.

## Historia
La comuna fue creada por Decreto Ley N.º 803 del 22 de diciembre de 1925, con el territorio que conformaba la subdelegación 8.° Rupanco, el cual a su vez estaba basado en el antiguo distrito N.4 Coihueco de la comuna de Octay. 
Los límites comunales eran los siguientes:
- al norte, el límite del departamento de Llanquihue;
- al sur, el río Coihueco, continuando desde su nacimiento hacia el oriente por el límite sur de la hoya hidrográfica del lago Rupanco;
- al este, el límite con Argentina; y
- al oeste, nuevamente río Coihueco.

Sin embargo, la comuna tuvo una corta existencia. Fue eliminada el 30 de diciembre de 1927 mediante el Decreto con Fuerza de Ley N.º 8.583, dictado por el presidente Carlos Ibáñez del Campo como parte de una reforma político-administrativa. Su territorio pasó a integrar la recién creada comuna de Fresia. La supresión se hizo efectiva a contar del 1 de febrero de 1928.